# Campospinoso
Campospinoso – miejscowość i gmina we Włoszech, w regionie Lombardia, w prowincji Pawia.
Według danych na rok 2004 gminę zamieszkiwały 772 osoby, 257,3 os./km².